# Мирослав Тошић
Мирослав Тошић (Сврљиг; 15. јун 1960 — Сврљиг, 24. новембар 2019) био је српски шаховски велемајстор. 

## Шаховска каријера
Мирослав Тошић је 1988. стекао прво титулу међународног мајстора, а потом и велемајстора. 
Још као средњошколац освојио је велемајсторски турнир у Врњачкој Бањи, на свом другом учешћу на овом турниру.
Најуспешнији период у његовој каријери био је 1996-99, када је скоро на сваком турниру био међу три победника и достигао рејтинг од 2525 поена. Врхунац тог периода била је титула првака СР Југославије1999., после победе у допунској партији над Драганом Косићем, пошто је првенство прекинуто због агресије НАТО пакта. Тошић је 2010. учествовао на Европскм првенству у шаху. Био је резерва у репрезентацији и није одиграо ниједну утакмицу.
Постигао је успех на националном турниру у летовалишту Сребрно језеро: 2010. је заузео 2. место, а 2013. је победио.
Био је ожењен руском шахисткињом Маријом Манаковом.